# Niko 2 - Familiezaken
Niko 2 - Familiezaken (originele titel: Niko 2: Lentäjäveljekset) is een Finse animatie-kerstfilm uit 2012. De film is het vervolg op Niko en de Vliegende Brigade uit 2008.

## Verhaal
Nadat het jonge rendier Niko de Kerstman en de vliegende brigade heeft gered in de vorige film, wil hij dat zijn ouders weer samenkomen hoewel beiden daar niets voor voelen. Niko's moeder Oona wordt vervolgens verliefd op het ietwat klungelige rendier Lenni die zelf een zoon heeft genaamd Jonni. Jonni wordt dus Niko's kleine broertje en kan niet vliegen - hij is niet een zoon van de vliegende brigade - Jonni heeft een grote bewondering voor Niko's gave om te vliegen. Niko wil echter niet dat Lenni zijn stiefvader wordt en haat Jonni daarom. Ondertussen broedt de Witte Wolvin op wraak. Zij is namelijk de jongere zus van de Zwarte Wolf (de antagonist uit de vorige film) en wil zijn dood wreken. Ze heeft een leger adelaars die haar gehoorzamen en beveelt hen om Niko te ontvoeren. De adelaars nemen echter per ongeluk Jonni mee. Niko besluit om samen met zijn vrienden de vliegende eekhoorn Julius en de kleine marter Wilma zijn broertje Jonni te redden. Onderweg krijgen ze hulp van het stokoude en dove rendier Tobias die de gepensioneerde leider van de vliegende brigade blijkt te zijn. Uiteindelijk bevrijden ze Jonni en verhinderen ze dat de Witte Wolf Kerstmis verpest.

## Rolverdeling

### Originele stemmen
- Erik Carlson als Niko, een jong vliegend rendier en een zoon van Prancer
- Mikko Kivinen als Julius, de vliegende eekhoorn
- Vuokko Hovatta als Wilma, de kleine marter
- Aarre Karén als Tobias, het stokoude  slechtziende en dove rendier
- Elina Knihtilä als Oona, moeder van Niko
- Riku Nieminen als Lenni, stiefvader van Niko
- Juhana Vaittinen als Jonni, jongere stiefbroer van Niko

### Engelse stemmen
- Matthew Boyle als Niko
- Darragh Kelly als Julius
- Aileen Mythen als Wilma
- Ned Dennehy als Tobias
- Susan Slott als Oona
- Michael Sheehan als Lenni
- Callum Maloney als Jonni
- Niamh Shaw als de Witte Wolvin
- Carly Baker als Saga
- Roger Gregg als Eddie / Dasher
- Paul Tylak als Speedy / Prancer
- Patrick Fitzsymons als Thug
- Don Wycherly als de Roofvogelbaas
- Garry Mountaine als de Kerstman

### Nederlandse stemmen
- Timo Verbeek als Niko
- Urbanus als Julius
- Els De Schepper als Wilma
- Bram van der Vlugt als Tobias
- Barry Atsma als Lenni
- Eline De Munck als de Witte Wolvin
- Warre Borgmans als Speedy
- Joost Claes als Eddie